# أليكس فيرغسون
السير أليكسندر تشابمان فيرغسون (بالإنجليزية: Sir Alexander Chapman Ferguson) (مواليد 31 ديسمبر 1941) هو لاعب ومدرب كرة قدم اسكتلندي سابق، اشتهر بتدريب مانشستر يونايتد من عام 1986 إلى عام 2013. ويُنظر إليه على نطاق واسع على أنه أحد أعظم المدربين على الإطلاق وقد فاز بألقاب أكثر من أي مدرب آخر في تاريخ كرة القدم. غالبًا ما يُنسب الفضل إلى فيرغسون في تقديره للشباب خلال الفترة التي قضاها مع مانشستر يونايتد، خاصة في التسعينيات مع الجيل الذي أُطلق عليه «فراخ فيرغي»، والذي ساهم في جعل النادي أحد أغنى الأندية وأكثرها نجاحًا في العالم.
لعب فيرغسون كمهاجم لعدة أندية اسكتلندية، بما في ذلك دونفرملين أثلتيك ورينجرز. خلال فترة لعبه في دونفرملين، كان هداف الدوري الاسكتلندي في موسم 1965-1966. نحو نهاية مسيرته اللاعبة، بدأ يعمل كمدرب، ثم بدأ مسيرته التدريبية مع ستيرلينغشير الشرقية وسانت ميرين. استمتع فيرغسون بفترة ناجحة كمدرب لأبردين، حيث فاز بثلاثة ألقاب في الدوري الاسكتلندي وأربعة كؤوس اسكتلندا، بالإضافة إلى كأس الكؤوس الأوروبية في عام 1983. قاد أيضًا المنتخب الاسكتلندي بشكل مؤقت بعد وفاة جوك ستين في كأس العالم 1986.
تم تعيين فيرغسون مدربًا لنادي مانشستر يونايتد في نوفمبر 1986. خلال 26 عامًا مع مانشستر يونايتد، فاز بـ 38 بطولة، بما في ذلك 13 لقبًا في الدوري الإنجليزي الممتاز، وخمس كؤوس اتحاد إنجليزي، ولقبين في دوري أبطال أوروبا. مُنح الفارسية في قائمة توزيع الأوسمة في عيد ميلاد الملكة في عام 1999 تقديرًا لخدماته للعبة. فيرغسون هو صاحب أطول فترة قضاها مدرب مع نادي مانشستر يونايتد، حيث تجاوز رقم السير مات بسبي في 19 ديسمبر 2010. اعتزل التدريب في نهاية موسم 2012-2013، بعد فوزه بلقب الدوري الإنجليزي الممتاز في موسمه الأخير.

## النشأة
وُلد أليكسندر تشابمان فيرغسون في منزل جدته في شارع شيلدهال في منطقة غوفان بغلاسكو في 31 ديسمبر 1941، وهو ابن إليزابيث (التي ولدت باسم هاردي) وأليكسندر بيتون فيرغسون. كان والده يعمل كمساعد في صناعة صفيح بناء السفن. نشأ في شقة في 667 طريق غوفان، حيث عاش مع والديه وشقيقه الأصغر مارتن، الذي أصبح أيضًا لاعب كرة قدم. التحق بمدرسة بروملوان رود الابتدائية ومن ثم بمدرسة غوفان الثانوية. بدأ مسيرته الكروية في نادي هارموني رو بويز في غوفان، ثم انتقل إلى نادي درامتشابل أماتورز، وهو نادي شباب يتمتع بسمعة قوية في إنتاج لاعبي كرة القدم البالغين. كما قام بالتدرب كصانع أدوات في مصنع في هيلينغتون وتم تعيينه كنقابي في المصنع.

## مسيرته الكروية
- بدأ مسيرته الكروية مع نادي كوينز بارك في عام 1958، وبالرغم من أنه لعب 31 مباراة وسجل 11 هدفا إلا أنه لم يجد مكانا أساسيًا في الفريق.
- انتقل إلى نادي سانت جونستون في عام 1960، ولعب معهم حتى عام 1964، وشارك معهم في 37 مباراة وسجل 19 هدفا، منها ثلاثية في مرمى نادي رينجرز.
- في عام 1964 انتقل إلى نادي دنفرملاين، ولعب معهم حتى عام 1967، وقد قادهم إلى المنافسة على لقب الدوري في عام 1967 ولقب الكأس، ولكنه أستبعد من نهائي الكأس أمام نادي سيلتك، فخسروا النهائي بنتيجة 3-2، وخسروا الدوري بفارق نقطة واحدة.
- لعب مع نادي دنفرملاين 88 مباراة وسجل 66 هدف.
- في عام 1967 انتقل إلى نادي رينجرز، ولعب معهم حتى عام 1969، وشارك معهم في 41 مباراة وسجل 25 هدف.
- في عام 1969 انتقل إلى نادي فالكريك، ولعب معهم حتى عام 1973، وشارك معهم في 106 مباريات وسجل 36 هدف.
- في موسم 1973/1974 انتقل إلى نادي أير يونايتد، ولعب معهم 24 مباراة وسجل 9 أهداف.

## مسيرته التدريبية

### إيست سترينلغشاير
في يونيو 1974 درب أليكس فيرغسون نادي إيست ستريلنغشاير وهو في عمر 32 سنة، وقد كان يتقاضي 40 جنيه أسترليني في الأسبوع، ولم يكن فيرغسون يعمل بدوام كامل، ولم يكن للفريق حارس مرمى، ولكنه قادهم إلى تحقيق نتائج طيبة، وقال أحد اللاعبين: لم أخف من أي شخص مثل خوفي من فيرغسون، لقد فرض أسلوبه من البداية .
وفي أكتوبر 1974 عرض عليه نادي سانت ميرين أن يصبح مدربا له، وبالرغم من أن نادي سانت ميرين يلعب في درجة أقل من درجة إيست ستريلنغشاير إلا أنه نادي أكبر منهم، وقد وافق فيرغسون على الانتقال إلى سانت ميرين.

### سانت ميرين
درب فيرغسون نادي سانت ميرين بين عامي 1974 و1978، وبالرغم من عدم استطاعة النادي صرف الكثير من الأموال فإن فيرغسون قادهم للتأهل إلى الدرجة الأولى في عام 1977، ولكنه بالرغم من تلك النجاحات، فإن خلافاته مع إدارة الفريق أدت إلى طرده من الفريق، وهو الفريق الوحيد الذي طرد أليكس فيرغسون من تدريبه.

### أبردين
بدأ فيرغسون بتدريب نادي أبردين في يونيو 1978 وقد استبدل المدرب بيلي مكنيل والذي انتقل إلى نادي سيلتك بعد أن درب نادي أبردين لمدة موسم واحد، وقد وصل الفريق إلى الدور النصف نهائي من كأس إسكتلندا ونهائي كأس الدوري الإسكتلندي، وحل في المركز الرابع في الدوري الإسكتلندي الممتاز، وفي موسم 1979/1980 فاز النادي بلقب الدوري الإسكتلندي الممتاز، وهي المرة الأولى منذ خمسة عشر سنة لا يفوز فيها نادي سيلتك أو نادي رينجرز بلقب الدوري، وفي عام 1982 فاز النادي بلقب كأس إسكتلندا، وقد عرض على فيرغسون بأن يدرب نادي وولفرهامبتون واندرز الإنجليزي، ولكنه رفض تدريبهم.
و في موسم 1982/1983 عاش النادي فترة مميزة بعد أن تأهل إلى كأس الكؤوس الأوروبية، وقد أخرجوا نادي بايرن ميونخ الألماني الذي أخرج نادي توتنهام هوتسبر الإنجليزي بنتيجة 4-1، وفي 11 مايو 1983 تغلب نادي أبردين على نادي ريال مدريد الإسباني في نهائي كأس الكؤوس الأوروبية بهدفين مقابل هدف واحد، ليصبح بذلك ثالث نادي إسكتلندي يفوز بلقب أوروبي، وفي نفس الموسم فاز النادي بلقب كأس إسكتلندا بهدف مقابل لاشيء أمام نادي رينجرز، وفي موسم 1983/1984 فاز نادي أبردين بلقب الدوري الإسكتلندي الممتاز، وفاز في بكأس إسكتلندا، وقد عرض عليه تدريب نادي آرسنال الإنجليزي ونادي توتنهام هوتسبر الإنجليزي، ولكنهم رفض العروض، وقد فازوا في لقب الدوري الإسكتلندي الممتاز في موسم 1984/1985، وفي موسم 1985/1986 حل الفريق في المركز الرابع في الدوري، وبعد وفاة المدرب جوك ستين مدرب منتخب إسكتلندا لكرة القدم، ودرب الفريق خلال كأس العالم لكرة القدم 1986، وقد أشيع بأنه سيخلف المدرب رون أتكينسون مدرب نادي مانشستر يونايتد الإنجليزي.

### مانشستر يونايتد
تولى اليكس فيرغسون تدريب فريق مانشستر يونايتد في 6 نوفمبر/تشرين الثّاني 1986 وكان قلق من بعض اللاعبين الذين كانوا يشربون الخمر بشكل كبير وكانت تؤثر على لياقتهم البدنية كثيرآ وكان أبرزهم روبسون لكنه استطاع إصلاح الأمور وعودة اللاعبين إلى الانضباط في التدريبات حيث انهى موسمه الأول في المركز الحادي عشر في ترتيب الدوري وحقق فيرغسون فوز الوحيد خارج أرضه على فريق ليفربول الذي كانت خسارته الوحيدة في الموسم من هذه المباراة.. بعد أشهر من توليه التدريب في مانشستر يونايتد عانى فيرغسون من الناحية النفسية بعد أن توفت والدته بعد صراع مع مرض السرطان
و في موسم 1987/1988 جلب فيرغسون العديد من اللاعبين أبرزهم ستيف بروس واندرسون وحقق بعد تلك الصفقات المركز الثاني بعد نادي ليفربول الذي كان متفوق بفارق تسع نقاط عن مانشستر يونايتد وكان مارك هيوز هو نجم الفريق بعد تجربة مع نادي برشلونة لموسمين حيث قدم مستوى جيد بعد العودة إلى إنجلترا ولكن في الموسم التالي لم يحقق الفريق النتائج المطلوبة بحيث عاد إلى المركز الحادي عشر وخرج من كأس إنجلترا حيث خسر من فريق نونتغهام
في موسم 1989 / 1990 جلب فيرغسون لم النجم بول انس وبالإضافة إلى المدافع باليستر الذي كان يلعب لفريق مدلزبره بملبغ 2.3 مليون دولار.. حيث بدأ الفريق بشكل ممتاز جدآ بالفوز على بطل الدوري في الموسم السابق فريق الأرسنال بأربع أهداف لهدف واحد فقط لكن في هذا البداية عانى الفريق كثيرآ حيث خسر في ست مباريات ممتالية وتعادل في مبارتين خصوصا في شهر ديسمبر لكن في النقيض تأهل الفريق إلى نهائي كأس إنجلترا حيث تعادل في الذهاب بثلاث اهداف للكل أمام فريق كريستال باللاس وفاز بهدف في الإياب للي مارتن وفي نهاية الموسم حقق الفريق المركز الثالث عشر في ترتيب الدوري الإنجليزي الممتاز وكانت الصحافة الإنجليزيه تشن هجوم كبير على فيرغسون خصوصا وأن الكل متوقع اقالة المدرب بعد هذا الترتيب السيئ حيث تعتبر بطولة الكأس هي الأولى لفيرغسون مع فريق مانشستر يونايتد.. لكن الفريق كان يعاني من ضعف كبير في خط الدفاع ما جعل فيرغسون يبحث على صفقات ونجح في جلب سيلي وجيم لا يتن.. وفي موسم 1990 / 1991 حقق الفريق المركز السادس في الدوري الإنجليزي ووصل الفريق إلى نهائي كأس إنجلترا ولكن خسر من شيفيلد يونايتد بهدف دون رد ووصل أيضآ إلى نهائي كأس الكؤوس الأوروبية وتغلبوا عليهم وبعد هذه المباراة صرح اليكس فيرغسون بأنه سيفوز بالدوري الأنجليزي في الموسم القادم ! حيث أن الفريق لم يفز بالدوري الإنجليزي منذ عام 1967 في موسم 1991/1992 حل الفريق في المركز الثاني في الدوري خلف نادي ليدز يونايتد بالرغم من أنهم كانوا متصدرين للدوري في أغلب مراحله، ولكنهم فازوا في كأس الدوري الإنجليزي للمرة الأولى في تاريخهم.

#### بطولته الأولى في إنجلترا
و قد وقع النادي مع لاعبين مميزين هما بول إنس ونيل ويب، وكذلك حطموا الرقم البريطاني للانتقالات بتوقيعهم مع اللاعب غاري باليستر من ميدلزبره بمبلغ وقدره 2,3 مليون جنيه إسترليني، وفي بداية الموسم عاني النادي كثيرا، وقد كان شهر ديسمبر هو أكثر الشهور كارثية، حيث خسر الفريق في 6 مباريات متتالية وتعادل في مباراتين.
..
و لكن الفريق نجح في الوصول إلى نهائي كأس إنجلترا، وتعادل الفريق في المباراة النهائية مع نادي كريستال بالاس 3-3، وقد فازوا في المباراة المعادة بهدف مقابل لاشيء سجله المدافع لي مارتن، ولكن الفريق حل في المركز الثالث عشر في الدوري الإنجليزي الممتاز.

#### النجاح الأوروبي
و في موسم 1990/1991 حل الفريق في المركز السادس في الدوري الإنجليزي الممتاز، وقد وصلوا إلى نهائي كأس الدوري الإنجليزي، ولعبوا أمام نادي شيفيلد ونسداي، ولكنهم خسروا 0-1، وقد وصلوا كذلك إلى نهائي كأس الكؤوس الأوروبية، ولعبوا أمام نادي برشلونة الإسباني، وقد تغلبوا عليهم، وبعد المباراة قال فيرغسون بأن الفريق سيفوز بلقب الدوري في الموسم القادم، وقد كان توقع خطير لأن الفريق لم يفز بلقب الدوري الإنجليزي الممتاز منذ عام 1967.
و في موسم 1991/1992 حل الفريق في المركز الثاني في الدوري خلف نادي ليدز يونايتد بالرغم من أنهم كانوا متصدرين للدوري في أغلب مراحله، ولكنهم فازوا في كأس الدوري الإنجليزي للمرة الأولى في تاريخهم.

#### 1992/1993 أول بطولة دوري
بعد بداية بطيئة للدوري (المركز العاشر من 22 فريق في بداية نوفمبر)، استطاع أن يضم إريك كانتونا من ليدز يونايتد مقابل 1,2 مليون جنيه إسترليني، وقد كان تفاهمه مع مارك هيوز هو السبيل الوحيد للفوز بلقب الدوري الإنجليزي الممتاز للمرة الأولى منذ 26 سنة، وقد أصبحوا أيضا أول فريق يحصل على لقب الدوري الإنجليزي الممتاز في نسخته الجديدة، وقد اختير فيرغسون كمدرب العام.

#### 1993/1994 الثنائية
و قد ضم الفريق في ذلك الموسم اللاعب الإيرلندي روي كين في رقم بريطاني جديد في سوق الانتقالات بمبلغ وقدره 3,75 مليون جنيه إسترليني، وقد كان كبديل لبراين روبسون.
و قد كان مانشستر يونايتد في المركز الأول منذ انطلاقة الدوري وحتى نهايته، وقد حل إريك كانتونا هدافا للفريق برصيد 25 في كل البطولات، وقد خسروا في نهائي كأس الدوري الإنجليزي أمام إستون فيلا بثلاثة أهداف مقابل هدف، ولكنهم فازوا في كأس إنجلترا أمام نادي تشيلسي بأربعة أهداف دون مقابل.

#### 1994/1995 موسم بلا بطولات
كان موسم 1994/1995 موسم صعب على مانشستر يونايتد، حيث تم توقيف إريك كانتونا وذلك بسبب اعتدائه على مشجع من كريستال بالاس في ملعب سلهورست بارك، وقد حصل إريك كانتونا على عقوبه إيقاف لمدة 8 أشهر وسجن لمدة 14 يوما، ولكن تم تغييرها إلى العمل لمدة 120 ساعة في الخدمة الاجتماعية، وقد استقدم مانشستر يونايتد مهاجم نادي نيوكاسل يونايتد أندي كول بمبلغ 7 ملايين جنيه إسترليني.
و لكن لقب الدوري ضاع على مانشستر يونايتد في اليوم الأخير بعد تعادلهم مع وست هام يونايتد بهدف لكلا الفريقين حيث كان الفوز سيضمن لهم لقب الدوري، وكذلك خسر مانشستر يونايتد في نهائي كأس الاتحاد الإنجليزي أمام نادي إيفرتون بهدف مقابل لا شيء.

#### 1995/1996 الثنائية الثانية
في صيف عام 1995 انتقد فيرغسون كثيرا وذلك بسبب تخليه عن ثلاثة من أبرز نجوم الفريق وهم بول إنس الذي انتقل إلى إنتر ميلان الإيطالي، والمهاجم مارك هيوز الذي انتقل إلى نادي تشيلسي وأندري كانتشيلكيس الذي انتقل إلى نادي إيفرتون، وقد كان فيرغسون يعتقد أن يمتلك قاعدة مميزة من اللاعبين الشباب الموهوبين أمثال غاري نيفيل وفيل نيفيل وديفيد بيكهام وبول سكولز ونيكي بات.
و عندما خسر مانشستر يونايتد في مباراته الأولى أمام أستون فيلا في الدوري الإنجليزي الممتاز بنتيجة 3-1، وقد انتقدته الصحافة كثيرا بعد هذه المباراة، وقد قال الصحفي ألان هانسن: لا يمكنك الفوز مع مجموعة من الأطفال، ولكن لاعبي مانشستر يونايتد ردوا على الصحافة بفوزهم في الخمسة مباريات التالية.
و قد كانت عودة إريك كانتونا سعيدة لمانشستر يونايتد، ولكنهم كانوا متخلفين بفارق 14 نقطة خلف نيوكاسل يونايتد، ولكن بعد سلسلة من النتائج الجيدة في بداية 1996 تم تقليص الفارق بين الفريقين، ومنذ بداية مارس كان مانشستر يونايتد في الصدارة، وقد كان هذا بسبب الضغط الكبير على نيوكاسل يونايتد ومدرب كيفن كيغان والضغط النفسي الذي سببه فيرغسون لهم، وقد قال كيفن كيغان في مقابلة تلفزيونية مع فيرغسون: سأكون سعيدا جدا عندما أهزمكم !! سعيد جدا.
و قد فاز مانشستر يونايتد بلقب الدوري الإنجليزي الممتاز في اليوم الأخير من الدوري، وقد لعبوا أمام نادي ليفربول في نهائي كأس الاتحاد الإنجليزي وفازوا بهدف مقابل لاشيء أحرزه إريك كانتونا.

#### 1996/1997 بطولة أخرى
في موسم 1996/1997 قاد فيرغسون مانشستر يونايتد إلى الفوز بلقب الدوري الإنجليزي الممتاز للمرة الرابع خلال خمسة مواسم، وفي آخر أكتوبر 1996 خسروا في ثلاثة مباريات متتالية ودخل مرماهم 13 هدف، وكذلك خسروا رقمهم الأوروبي الذي لم يحطم من 40 سنة عندما خسروا في ملعبهم أمام نادي فنربغشة التركي، ولكنهم وصلوا إلى نصف نهائي دوري أبطال أوروبا وخسروا أمام نادي بروسيا دورتموند الألماني، وفي آخر الموسم اعتزل نمتكي لعب كرة القدم.

#### 1997/1998 موسم آخر بلا بطولات
وقع فيرغسون مع لاعبين في صيف 1997، وهما تيدي شيرنغهام والمدافع هنينغ بيرغ، ولكن انتهى هذا الموسم بلا بطولات، حيث استطاع آرسنال تحت قيادة أرسين فينغر بأن يفوز بلقب الدوري الإنجليزي الممتاز، وفي صيف 1998 تعاقد فيرغسون مع دوايت يورك ويسبر بلومكفيست والمدافع الهولندي ياب ستام.

#### 1998/1999 الثلاثية
في موسم 1998/1999 استطاع مانشستر يونايتد بأن يحقق ثلاثية من الصعب أن تتكرر، حيث فاز بلقب الدوري الإنجليزي الممتاز وكأس الاتحاد الإنجليزي ودوري أبطال أوروبا، وقد كانت من أبرز خواص هذه الموسم بأن مبارياته درامية، ففي نصف نهائي دوري أبطال أوروبا أمام نادي يوفنتوس الإيطالي، تخلف نادي مانشستر يونايتد بهدفين مبكرين، ولكن مانشستر يونايتد استطاع أن يتقدم على يوفنتوس 3-2 بعد قيادة من روي كين الذي غاب عن نهائي دوري أبطال أوروبا بسبب الإيقاف، وفي نصف نهائي كأس الاتحاد الإنجليزي أمام آرسنال وقد طرد روي كين وتحصل آرسنال على ركلة جزاء في الدقيقة الأخيرة، ولكن الحارس بيتر شمايكل تصدى لها، وفي الوقت الإضافي استطاع ريان غيغز بأن يركض بالكرة بين خمسة لاعبين وأن يسجل الكرة في المرمى في هدف يعتبر من أفضل الأهداف في تاريخ مانشستر يونايتد، وبعدها تغلبوا على نيوكاسل يونايتد في نهائي كأس الاتحاد الإنجليزي بهدفين مقابل لا شيء في ملعب ويمبلي بفضل هدفين من تيدي شيرنغهام وبول سكولز، وفي دوري أبطال أوروبا وبعد الدقيقة 90 كان مانشستر يونايتد متخلفا بهدف أمام بايرن ميونخ في ملعب كامب نو في برشلونة بعد هدف من ماريو باسلر من ركلة حرة مباشرة، وبعدها في الثلاثة دقائق التي أعطاها الحكم بيارلويجي كولينا، استطاع البديل تيدي شيرنغهام بأن يسجل هدف التعادل والجميع كان يتطلع إلى الوقت الإضافي، ولكن مع تبقي عدد من الثواني على انتهاء المباراة أستطاع أولي غونار سولسكيار البديل المتأخل بأن يسجل هدف الفوز.

#### 2000/2001 الدوري السابع
إنضم فابيان بارتيز إلى مانشستر يونايتد قادما من نادي موناكو بمبلغ قدره 7,8 مليون جنيه إسترليني، وقد أصبح بعد ذلك أغلى حارس مرمى في الكرة البريطانية، وبعدها إنضم رود فان نستلروي إلى مانشستر يونايتد، وبعدها حطم مانشستر يونايتد الرقم القياسي للانتقالات في بريطانيا، حيث ضم خوان سبيستيان فيرون من نادي لاتسيو بملبغ 28,1 مليون جنيه إسترليني.
و قد فشل فيرون في إثبات قيمته مع مانشستر يونايتد، وقد بيع بعدها إلى نادي تشيلسي بعد سنتين بملبغ 15 مليون جنيه إسترليني، وقد أثبت انتقال فيرون بأنه كان أغلى غلطة من فيرغسون.

#### 2001/2002 موسم بلا بطولات
بعد مباراتين من بداية الموسم تم بيع ياب ستام إلى نادي لاتسيو بملبغ 16 مليون جنيه إسترليني، ويقال أن السبب الرئيسي لبيع ستام هو أنه كتب في مذكراته بأن انتقاله إلى مانشستر يونايتد كان قبل علم نادي بي أس في آيندهوفن، وقد استبدله فيرغسون بالمدافع الفرنسي لوران بلان صاحب ال36 سنة.
و في 8 ديسمبر 2001 كان مانشستر يونايتد في المركز التاسع في الدوري الإنجليزي الممتاز بفارق 11 نقطة خلف المتصدر نادي ليفربول الذي لديه مباراة مؤجلة، ومن منتصف ديسمبر وحتى آخر يناير استطاع بأن يحقق 8 انتصارات متتالية قربته من المتصدر، ولكنهم حصلوا على المركز الثالث في الدوري.
و في دوري أبطال أوروبا خرج مانشستر يونايتد من الدور النصف نهائي أمام نادي باير ليفركوزن الألماني.

#### التفكير في الاعتزال
كان يعتقد بأن موسم 2001/2002 سيكون الأخير لفيرغسون مع مانشستر يونايتد، وقد أثر هذا القرار كثيرا على اللاعبين، وفي فبراير 2002 أعلن فيرغسون بأنه قد يستمر لمدة 3 مواسم على الأقل.
و في صيف 2002 أعلن مانشستر يونايتد بأنه تعاقد مع المدافع الإنجليزي ريو فرديناند من نادي ليدز يونايتد، وقد حطم هذا الانتقال الرقم البريطاني السابق، حيث انتقل إلى مانشستر يونايتد بملبغ 30 مليون جنيه إسترليني.

#### 2002/2003 الدوري الحادي عشر
فاز نادي مانشستر يونايتد بلقب الدوري الإنجليزي الممتاز قبل نهايته بنحو شهرين، وقد كانوا خلف آرسنال بفارق 8 نقاط، ولكنهم قلصوا الفارق واستطاعوا بأن يحققوا لقب الدوري.
و قد حدثت مشكلة في نهاية الموسم بين فيرغسون وديفيد بيكهام، وقد انتقل بعدها بيكهام إلى ريال مدريد الإسباني بمبلغ 25 مليون جنيه إسترليني، وقد تأمل مانشستر يونايتد بأن يستقدم البرازيلي رونالدينيو من باريس سان جيرمان بالمال ولكنه فشل، وكان سبب خروج بيكهام من مانشستر يونايتد هو أن فيرغسون خسر مباراة أمام آرسنال، ولذا فقد كان غاضبا جدا، حيث ركل حذاء رياضي، وذهب الحذاء ليصطدم بفوق حاجب بيكهام اليمنى.

#### 2003/2004 الفوز بكأس إنجلترا
قاد فيرغسون مانشستر يونايتد للفوز في كأس الاتحاد الإنجليزي للمرة الحادية عشر في تاريخهم، ولكن الموسم كان مخيب للآمال، حيث خرج مانشستر يونايتد من نادي بورتو الذي توج بطلا لدوري أبطال أوروبا مبكرا، وفي الدوري الإنجليزي الممتاز حصلوا على المركز الثالث، وقد غاب ريو فرديناند عن الأربعة الأشهر الأخيرة بسبب الإيقاف لأنه غاب عن اختبار للمنشطات، وقد تعاقد مانشستر يونايتد مع إريك دجيمبا دجيمبا وخوسيه كليبرسون الذين خيبا الآمال، ولكن التعاقد مع كريستيانو رونالدو صاحب ال19 سنة كان هو الأفضل.

#### 2004/2005 موسم بلا بطولات
في بداية موسم 2004/2005 تعاقد مانشستر يونايتد مع واين روني صاحب ال18 سنة من نادي إيفرتون، وتعاقد مع غابرييل هاينزه من نادي باريس سان جيرمان الفرنسي، وكذلك إنضم آلان سميث قادما من النادي الذي هبط إلى الدرجة الأولى نادي ليدز يونايتد، ولكن رود فان نستلروي أمضى معظم الموسم وهو مصاب، وقد حصل الفريق على المركز الثالث للمرة الثالثة في آخر أربعة مواسم، وقد خسروا نهائي كأس الاتحاد الإنجليزي أمام آرسنال بركلات الجزاء الترجيحية.

#### 2005/2006 الفوز بكأس الدوري الإنجليزي
قبل بداية الموسم وافق جون ماغنير وجون باتريك مكمانوس على بيع أسمهمها في النادي إلى مالكوم غليزر رجل الأعمال الأمريكي، مما سبب بقيام مشجعي النادي إلى الاحتجاج والقيام بالمظاهرات.
و قد تعاقد فيرغسون مع الحارس الهولندي أدوين فان در سار من نادي فولهام، وتعاقد مع بارك جي سونغ من بي أس في آيندهوفن الهولندي.
و في يوم 18 نوفمبر 2005 أعلن روي كين أنه ترك الفريق، وقد انهي عقده بالاتفاق بين الطرفين، وقد فشل مانشستر يونايتد في التأهل من دور المجموعات في دوري أبطال أوروبا، وفي شهر يناير تعاقد مانشستر يونايتد مع المدافع الصربي نيمانيا فيديتش والمدافع الفرنسي باتريس إيفرا، وقد حصلوا على المركز الثاني في الدوري خلف نادي تشيلسي، وقد خرجوا من بطولة كأس الاتحاد الإنجليزي من الدور الخامس أمام نادي ليفربول، وقد كان الفوز بلقب كأس الدوري الإنجليزي هو الذي يشفع للنادي في هذا الموسم، وقد انتقل في نهاية الموسم رود فان نستلروي إلى نادي ريال مدريد ليلحق ديفيد بيكهام.

#### 2006/2007 الموسم رقم 20 لفيرغسون واللقب التاسع
تم التعاقد مع مايكل كاريك بديلا لروي كين، وقد بدأ مانشستر يونايتد الدوري الإنجليزي الممتاز بطريقة ممتازة، وللمرة الأولى في تاريخهم يفوزون بأول أربعة مباريات، ومنذ الإسبوع العاشر وحتى الإسبوع الثامن والثلاثين كانوا في المركز الأول في الدوري.
و قد أحتفل فيرغسون بعامه العشرين مع نادي مانشستر يونايتد في 6 نوفمبر 2006 وقد حضر الحفل أرسين وينغر  وروي كين وعدد من اللاعبين الحاليين ، وفي 1 ديسمبر 2006 أعلن نادي مانشستر يونايتد بأنه تعاقد مع هنريك لارسون لمدة ثلاثة أشهر ، وفي 23 ديسمبر 2006 سجل كريستيانو رونالدو الهدف رقم 2000 لمانشستر يونايتد تحت قيادة فيرغسون أمام نادي ميدلزبره . و قد خسروا نهائي كأس الاتحاد الإنجليزي أمام نادي تشيلسي بهدف مقابل لاشيء.

#### 2007/2008
في صيف 2007 بَدأَ بشكل رائع لمانشستر ومحبيه حيث أعلن النادي عن التوقيع مع البرازيلي أندرسون مِنْ بورتو ولاعب سبورتنج ناني في الـ 30 من مايو. في اليوم التالي للإعلان عن التوقيع مع ناني وأندرسون، مانشستر أعلن بأنهم وصلوا إلى اتفاق للتعاقد مع لاعب خطّ وسطِ بايرن ميونخ أوين هارجريفز، وقبل بداية الموسم مباشرة أعلن مانشستر عن التوقيع مع مهاجمِ الأرجنتين كارلوس تيفيز. التَوْقيع جاء بعد قصة طويلة ومعقّدةِ تَتضمّنُ مالكَ تيفيز الإيراني كيا جورابتشيان، مانشستر يونايتد، ناديه السابق ويستهام يونايتد، والاتحاد الإنجليزي، والـ FIFA.
إضافات أندرسون وهارجريفز وناني ووتيفيز في سوقِ الانتقالات تزامنت مع مغادرةِ ألان سميث (إلى نيوكاسل)، كيران ريتشاردسون (إلى سندرلاند)، جيوسيبي روسي (إلى فياريال)، وغأبريل هاينز (إلى ريال مدريد). أيضاً مجموعة كبيرة من اللاعبين الصغار عادوا من إعاراتهم مِنْ الموسم السابقِ. ومن ضمن هؤلاء اللاعبين هؤلاء اللاعبين بن فوستر، جيرارد بيكيه، فِيل باردسلي، جوني إيفانز، داني سيمبسون، ولي مارتن.
بعد جولة استمرت لمدة إسبوعِينِ وكانت هي الاستعدادات ما قبل الموسم وكانت في اليابان، كوريا الجنوبية، والصين، رَبحَ يونايتد الدرع الخيرية بالتغلب على تشيلسي 3-0 في ركلات الترجيح بعد التعادل 1-1. إدوين فان دير سار كَانَ رائعَ جداً، حيث تصدى لثلاثة ركلات ترجيحية لتشيلسي بينما ريو فيردناند، ومايكل كاريك ووَاين روني كُلّهم سجلوا ضربات الترجيح لمانشستر.
وَاين روني، تم تغيير رقمه من 8 إلى 10 (لَبسَه مِن قِبل، دنيس لو، مارك هيوز، ورود فان نيستيلروي) أثناء الصيفِ، وأصيب في قدمه اليسرى في المباراة الافتتاحية من الموسم امام ريدينغ والتي انتهت بالتعادل 0-0، كارلوس تيفيز تم استدعائه كبديل لروني ليبدأ أول مباراة له مع الفريق ضدّ بورتسموث في المباراةِ القادمةِ، التي انتهتْ بنتيجة 1-1، سوء حظ يونايتد استمرَّ بعدما خسروا في ديربي مانشستر، 1-0، وبالتالي أصبحت هذه اسوء بداية للفريق منذ موسم 1992-93. يونايتد بَدأَ باستعادة توازنه والعودة إلى الطريق الصحيح حيث انتصر عدة مباريات متتالية بنتيجة [ 1-0 ] وكانت (ضدّ توتنهام، سندرلاند، وإيفيرتون). في 27 أغسطس 2007، أولي جونار سولسكاير أعلنَ عن اعتزاله لكرةِ القدم بعد فشله في التعافي من الإصابة في ركبته. استمرَّ يونايتد بالفوز في مبارياته (ضدّ تشيلسي، برمنغهام سيتي، ويجان اتليتيك وأستون فيلا).
بَعْدَ أَنْ رَبحَ الدوري الممتازَ في موسم 2006-07، مانشستر يونايتد كان يترأس مجموعة خلال قرعة دوري الأبطال والتي اوقعته مع روما، سبورتنج لشبونة وودينامو كييف. لقاء يونايتد مَع روما ولّد الكثير مِنْ التوقّعات، وذلك بسبب العنفِ الذي حدث بعد مبارتهما في ربع نهائي البطولة الموسم الماضي. بَدأتْ حملةُ مانشستر في دوري الأبطال بشكل رائع وذلك بالفوز بنتيجة 1-0 خارج ملعبهم على سبورتنج، كريستيانو رونالدو هو من أحرز الهدفَ الوحيدَ ضدّ ناديه القديم. هذا النصرِ جاء بعده الفوز بنتيجة 1-0 على روما في أولد ترافورد، والفوز 4-2 خارج ملعبهم على دينامو كييف، وهذا وضع مانشستر على مقربة من التأهل إلى الدور القادم.
في 26 سبتمبر2007، يونايتد خرج من الكارلينج كاب في الدور الثالث، بعد الهزيمة من كوفينتري سيتي. رَبحَ كوفينتري المباراة بنتيجة 2-0، الهدفين جاءا من المهاجم مايكل ميفسود.
يونايتد على أية حال، رَدَّ على كل من ينتقد مانشستر لفوز بنتيجة 1-0 على الدوام بالفوز بأربعة أهدافَ في أربع مباريات متتالية كانت كفيلة بوضع الفريق على قمة الترتيب.
في 3 نوفمبر 2007، واجه مانشستر يونايتد المنافس الرئيسي آرسنال في ملعبِ الإماراتَ. هذه المباراة كانت حاسمة لكلا الفريقين حيث كانا متساويان في النقاط ولا يفصل بينهما الا فرق الأهداف. بَقيتْ المباراة بدون أهداف حتى تقريبا نهاية الشوط الأول وقبل نهاية الشوط قام ويليام غالاس بتسجيل هدف على نفسه. على أية حال، بعد الرُجُوع مِنْ الاستراحةِ، آرسنال عادل النتيجة من خلال سيسك فابريجاس. ثم قام باتريس إيفرا، بتمرير إلى داخل الصندوقِ إذا بالكورة تأتي إلى لكريستيانو رونالدو الذي نَقرَها بشكل بارد ليسجل هدفا. ظن الجميع ان المباراة انتهت لكن، في الثواني الأخيرة، قائد آرسنال، وليام غالاس، يسجل هدف تعال مثير جدا لتنتهي المباراة بالتعادل 2-2.
بعد النهايةِ المخيّبة للآمال في ملعبِ الإماراتَ، مانشستر يونايتد واجهَ دينامو كييف في أولد ترافورد في منتصفِ الأسبوع في دوري الأبطال. الشياطين الحمر فازوا بسهولة وبنتيجة 4-0 سجلها كل من جيرارد بيكيه وكارلوس تيفيز ووَاين روني وكريستيانو رونالدو.
المباراة القادمة جاءتْ أمام بلاكبيرن روفرز في الدوري الممتازِ. بلاكبيرن لم يخسر ضد ثلاثة من «الأربعة الكبار» حتى الآن. لذا هذا الفريقِ اعتبرَ اختبار للأبطالِ. علاوة على ذلك، في اليوم السابق للمباراة، وَاين روني كَانَ قَدْ إسبعد من التشكيل لمدّة شهر بسبب إصابة في الكاحل في التدريبات. هذا يَعْني أيضاً بأنَّ روني سيَغيبُ عن تصفيات اليورو 2008 المؤهّلة لإنجلترا ضدّ كرواتيا. لكن على الرغم مِنْ الإحباطِ بسبب إصابة روني، رَبحَ الشياطينَ الحمرَ بارتياح بنتيجة 2-0 ويعود الفضل إلى هدفي كريستيانو رونالدو. واضعة مانشستر أعلى الترتيب. ولكن الصدارة دامت لمدّة يوم واحد بعدما استطاع الارسنال الفوز على ريدينغ اليوم التالي. ليعود للتصدر بفارق الأهداف عن يونايتد.
بعد مباراة بلاكبيرن، ذَكرَ السّيرَ أليكس فيرغسون بِأَنَّ هذه الفرقة التي يملكها مانشستر الآن هي الأفضل طوال تاريخه مع مانشستر كمدرب. على الرغم مِنْ الخسارة الصادمةِ من بولتون في ملعبِ الريبوك، يونايتد ردّ بانتصارين متتاليين ضدّ فولهام وديربي قبل مُوَاجَهَة ليفربول في أنفيلد في والتي فاز بها مانشستر بنتيجة 1-0 بفضل هدف كارلوس تيفيز مباشرةً قبل نِصْف الوقتِ.
بعد الفوز في أنفيلد، واجه يونايتد فريقاً آخراً مِنْ ميرسي سايد، وهو إيفيرتون. رَبحوا المباراة بنتيجة 2-1. المباراة القادمة كانت ضد القططَ السوداءَ، الذي كان تحت تدريب القائدِ السابقِ روي كين. رَبحَ يونايتد المباراة بارتياح شديد جداً بنتيجة 4-0. ذلك الإسبوعِ شهد عودة يونايتد إلى الصدارة بعد تعادل آرسنال 0-0 ضد بورتسموث.
في 29 ديسمبر، يونايتد عَانى من نكسة كبيرة عندما خسروا 1-2 أمام ويستهام يونايتد. كَانَت هزيمةَ مانشستر الثالثة هذا الموسم. هي كَانتْ أيضاً هزيمةَ يونايتد الثالثة على التوالي ضدّ ويستهام يونايتد في الدوري الممتازِ.
بعد هذا حقق مانشستر 4 انتصارات على التوالي بدون أن يدخل عليه أي هدف، 1-0 ضدّ برمنغهام سيتي، 2-0 ضدّ أستون فيلا (في كأس إنجلترا) و6-0 ضدّ نيوكاسل يونايتد، مَع تسجيل كريستيانو لأول هاتريك له مع النادي ومن ثم فاز الفريق بنتيجة 2-0 خارج ملعبهم على ريدينغ، ما وضعهم على قمة الترتيب بفارق الأهداف عن ارسنال. على أية حال، يونايتد تعادل بنتيجة 1-1 ضدّ توتنهام في وايت هارت لاين وبعد ذلك خسر بنتيجة 2-1 خسارة ضدّ مانشستر سيتي في أولد ترافورد وكانت في يوم الذكرى الخمسين لكارثة ميونخ بذلك ابتعد الارسنال بفارق 5 نقاط عن الشياطينِ الحمرِ. يونايتد رد على ذلك بهزيمة ارسنال 4-0 في كأس إنجلترا في أولد ترافورد. هذا النصرِ جاءَ بدون كريستيانو رونالدو ذو المستوى الخارق ومَنحَ فيها فيرغسن البعض مِنْ لاعبي الفريق الاحتياطيين مثل دارين فليتشير وناني فرصة لإظهار مستواهمقبل المباراة امام ليون في ستاد دي جيرلاند. بعد هدف كريم بنزيما في بدايةِ الشوط الثاني، عادل كارلوس تيفيز النتيجة بشكل مثير في الدقيقةِ الـ 87 لوَضْع ليعطي مانشستر أفضلية رائعة بتسجيل هدف في مباراة الذهابِ. بعد ذلك فاز مانشستر بنتيجة 5-1 على نيوكاسل، وسجل ثنائية كل من وَاين روني وكريستيانو رونالدو وهدف واحد مِنْ لويس ساها، الذي تَعافى مؤخراً مِنْ الإصابة ليدخل في الشوط الثاني كبديل.
يونايتد يفوز على فولهام بثلاثة أهداف ويقلص الفارق مع آرسنال إلى نقطة واحدة فقط مَع عشر مباريات متبقية. بين المسجلين كان أوين هارجريفز الذي أحرزَ هدفَه الأولَ للنادي. ثمّ إتّجهَ إلى دوري الأبطال حيث كان لابد أن يحسم الأمور ويتأهل مانشستر إلى ربع النهائي للمرّة التاسعة. هدف وحيد مِنْ كريستيانو رونالدو كَانَ كافي لتأهل الفريق بنتيجة مجموع مباراتين قدره 2-1. وبعد القيام بذلك عادل مانشستر سجل يوفنتوس بالفوز بعشر مباريات متتالية على ارضه في دوري الأبطال. أصبحَ كأس إنجلترا محطّ الاهتمام يوم السبت 8 مارس. بورتسموث وَقفَ بينهم وبين السفر إلى ويمبلي لـ لعب نصف نهائي البطولة. وفاز البومبي بنتيجة 1-0 في أولد ترافورد.
قام بورتسموث بعِدّة تدخلات قوية في المباراةِ التي لَمْ يلاحظها الحكم، ويونايتد سيطرَ على كامل المباراةِ، ولكن ضربة جزاء في الدقيقة الـ 90 كانت كفيلة بانهاء أحلام فريق مانشستر. والتي سجلها سولي مونتاري.
بعد إحباطِ الخروج من كأس الـ F. A، يونايتد إرنتفض بالفوز بنتيجة 1-0 على ديربي كاونتي. كريستيانو رونالدو، كما قام في العديد من المباريات قام بإنقاذ مانشستر من جديد بتسجيله لهدف المباراة الوحيد.
واصلَ رونالدو تألقه، وفي المباراةِ القادمةِ ضدّ بولتون، كان هو الكابتن للمرة الأولى، وكَسرَ سجل جورج بيست بـ 32 هدفِ في مو موسم واحد. أحرزَ رونالدو هدفه الثاني والثلاثون للموسم في الدقيقةِ التاسعةِ، قبل أن يسجل بضربة صاروخية من ركلة حرة في الدقيقةِ التاسعة عشرةِ. ورَبحَ يونايتد المباراة 2-0، والفوز جعلهم يبتعدون بفارق 3 نقاطِ عن آرسنال في المرتبة الثانية، الذين كانوا يحققون نتائج متواضعة في ×خر أربع مباريات.
تحدي مانشستر القادم كان ليفربول، في ذلك اليومِ، كان ليفربول كأنه غير موجود، حيث فاز يونايتد بسهولة بنتيجة 3-0، سيطرَ مانشستر على المباراةِ، وكان يُمكنُ أنْ يُسجل أكثر، لولا حارس ليفربول بيبي رينا، والأعمدة الخشبية. أحرزَ ويس براون هدفه الأول ليونايتد في آخر 3 سَنَواتِ ممفتتحا التسجبل، قَبْلَ أَنْ يسجل رونالدو هدفه الرابع والثلاثون في الموسم، وناني الذي دخل كبديل يسجل الهدف الثالث من تسديدة مِنْ 17 ياردةِ خارج منطقة الجزاء. عن طريق هذا الفوز ابتعد مانشستر بـ 5 نقاطَ عن تشيلسي، و6 عن آرسنال، آرسنال الذي خسر في نفس اليوم من تشيلسي 2-1 في ستامفورد بريدج، الفوز الذي وضع تشيلسي فوق آرسنال.
عطلة نهاية الأسبوع التالية جَلبَت البهجةَ إلى أولد ترافورد، عندما فاز مانشستر على أستون فيلا 4-0. هدفان مِنْ وَين روني. وسجل كل من رونالدو وتيفيز الهدفان الاخران. رَأتْ هذه المباراة اشراك العديد من الاحتياطيين من أجل الاستعداد لنصف النهائي امام روما. المباراة ضدّ روما، رَبحَ فيها يونايتد في روما، بنتيجة 2-0 وسجل الأهداف كل من روني وكريستيانو. هذه الأهدافِ كَانتْ لها أهميةِ معيّنةِ، لأنها كانت أهداف مباراة الذهاب، وكانت خارج قواعد الفريق ثم فاز منشستر في الإياب على رونا بنتيجة 1-0.
يونايتد تعادل 0-0 مَع برشلونة في مباراة الذهاب في نصف نهائي دوري الأبطال في الكامب نو، وفي مباراة العودةَ في أولد ترافورد هدف من بول سكولز وَضعَهم في النهائي في موسكو، حيث سَيُواجهونَ تشيلسي في النهائي الإنجليزي الأول في تاريخ دوري الأبطال.
في 11 مايو 2008، اليوم النهائي مِنْ موسم الدوري الممتازَ، يونايتد لَعبَ ضدّ ويجان اتليتيك، وكان يحتاج للفوز لكي يضمن الحصول على اللقب حيث كان متساويا مع تشيلسي في النقاط. ولكن تشيلسي تعادل 1-1 مع بولتون، بينما فاز يونايتد على ويجان بنتيجة 2-0 ليحتفظ بلقب الدوري. رايان غيغز، الذي سجل هدفَ يونايتد الثاني بَعْدَ أَنْ سجل رونالدو الأول من ركلة جزاء، وصل إلى مباراته الـ758 في قميص مانشستر يونايتد عندما دخل كبديل لبارك، ليَساوي سجل بوبي تشارلتون. ويفوز بلقب الدوري رقم 10 له في 16 سنةِ، سجّلَ غيغز أيضاً رقم قياسي إنجليزي جديد لأكثر لاعب يحمل عدد من ألقاب الدوري
تحدي يونايتد في الكأس انتهى في المباراة الربع نهائيةِ عندما خسروا 1-0 من بورتسموث، الذي استمرَّ لرِبْح البطولة.
في 21 مايو، هَزمَ يونايتد تشيلسي 6-5 بركلات الترجيح في موسكو. رونالدو أحرزَ هدف بعد 26 دقيقةِ، لكن فرانك لامبارد عادل النتيجة قبل انتهاء الشوط الأول مباشرة. جون تيري تقدم لتنفيذ ركلة الترجيح ولو سجلها سيفوز تشيلسي بالبطولة، حيث أضاع رونالدو ركلته، لكن تيري أضاع الكرة. رايان غيغز، يُسجّلُ ظهوره الـ 759 للنادي، ويَكْسرُ سجلَ بوبي تشارلتن، وهو من أحرز آخر ركلة لمانشستر قبل أن يتصدى إدوين فان دير سار لركلة نيكولاس أنيلكا.
ليفوز مانشستر باللقب الغالي بعد غياب 9 سنوات...

#### 2008/2009
في 10 أغسطس، تغلب اليونايتد على بورتسموث بركلات الترجيح بنتيجه 3/1 في لندن بعد التعادل السلبى للوقت الأصلي للمباراة بكاس الدرع الخيرية للاتحاد الانجليزى.
بدا اليونايتد موسم البريميرليج بدايه متوسطه، حصل على أربعة نقاط من مبارتان تعادل مع نيوكاسل وفاز على بورتسموث لأول مره منذ ثلاث سنوات.
عانى اليونايتد من اخلام لقبهم، وخسروا من ليفربول بنتيجه 2/1 في الانفيلد يوم 13 سبتمبر 2009 وبعد أن وضع كارلوس تيفيز اليونايتد في المقدمة بالدقيقة الثالثة بدا الأبطال وكانهم في الطريق نحو الفوز السادس الحاسم ضد غريمهم المباشر. لكن ويس براون قدم بمنتصف الشوط الأول ليسجل هدفا بمرماه مجددا بعد أن سجل لليفربول في مارس 2008 واتت الدقيقة السابعة والسبعون ليعطى رايان بابل الفوز على أرض ليفربول بنتيجة 2/1.
شهدت الاسابيع اللاحقه صراعا متعاقبا وصعود مانشستر يونايتد نحو قمه الجدول حيث زاد التطور الهجومى بشراكه واين رونى والتوقيع الجديد للنادى ديمتار برباتوف، تبعا لتسجيل هدف الفوز على بولتون واندرز بالدقيقة التسعين للبلغارى باسيست كارلوس تيفيز. بعدها حقق مانشستر رقما قياسيا في الحفاظ على نظافه الشباك إلى مباراة ويست بروميتش البيون والتي انتهت 5/0 في الهاوثورنز.
في ديسمبر لعام 2008 كان الفريق بمنافسات كاس العالم للانديه في اليابان، والذي أصبح بها أول فريق انجليزى يتوج بالمسابقة، بعد الفوز على LDU Quito في النهائي. ثم العودة إلى بريطانيا ومواصله نتائج الفوز وابرزها سحق تشيلسى بثلاثه أهداف نظيفه والتمكن من هزيمة ديربى كاونتى بمجموع المبارتان 3/4 لتتاهل إلى الدور النهائي من كاس الكارلنج.
في فبراير 2009 واصل مانستر يونايتد سلسله الانتصارات وتحطيم الأرقام الاوربيه والانجليزيه لأكثر وقت لعب دون تلقى مرماه لهدف.وكانت هذه السلسلة قد توقفت عند تسجيل روكى سانتا كروز لهدف الروفرز في مرمى اليونايتد في 21 فبراير باولدترافورد، وفي 1 مارس بنهائي كاس الرابطة الإنجليزية فاز على توتنهام هوتسبيرز بنتيجه 4/1 بركلات الترجيح بعد أن انتهى الوقت الاضافى للمباراة بالتعادل السلبى.بعد ذلك الفوز بنتيجة 1/2 على نيوكاسل انهى رقم ادوين فان دير سار لكسر الرقم العالمي بعد كسر الرقم الاوروبى فعليا، ثم الوصول إلى نهائي كاس الاتحاد الإنجليز بعد اقصاء فولهام 4/0 في 14 مارس ثم الهزيكه على أرض اولدترافورد باربعه أهداف لهدف ضد ليفربول، ليكون أكبر انتصار لليفربول على اولدترافورد منذ أكثر من سبعين عاما. ثم الهزيمة بعد ذلك باسبوع واحد امام فولهام 2/0.
في 19 أبريل عام 2009 خرج اليونايتد من نصف نهائي كاس الاتحاد الانجليزى امام ايفرتون بعد الهزيمة 4/2 بركلات الترجيج بعد أن انتهت المباراة بزمن 120 دقيقه بالتعادل السلبى، فان دير يار ورونالدو وواين رونى ورايان جيجز لم يكونوا ضمن خيارات السير في المباراة. والذيادى بدوره إلى تواجد بن فوستر ودارين جيبسون ودانى ويلباك وفريديريكو ماشيدا في خط بدء اللقاء.
و اليوم توجنا ابطال لانجلترا.. Glory Glory Man Utd..
ثم ذهب اليونايتد إلى روما بنهائي دورى ابطال أوروبا امام برشلونة.. ولكن للاسف بالرغم من البداية الجيدة الا انه لم يوفق وخسر فرصة تحقيق لقب تاريخي ليصبح أول فريق يفوز بدورى الأبطال مرتين متتالتين.. وخسر اللقاء بهدفين دون رد ويرجع الفضل إلى هدفى ايتو وميسى وكذلك غياب فليتشر وهارجريفز وبراون..

#### 2009/2010
موسم لم يكن مثل ما يتمناه عشاق اليونايتد.
اليونايتد كان على خطى جيده من أجل تحقيق الدوري ودوري الأبطال لكن إصابة واين روني قد لخبطت اوراق الفريق وجعل الفريق يفقد قوته ويخسر في دور الربع النهائي من دوري ابطال أوروبا من بايرن ميونخ، ومن ثم خسر اليونايتد من تشلسي 2-1 في مباراة ظلم فيها اليونايتد بهدف دروجبا المتسلل الذي جعل تشلسي يحصل على الصدارة..
لكن لقد استطاع مانشستر يونايتد تحقيق بطولة واحده بهذا الموسم وهي لقب الكارينج كاب بعد فوزه على استون فيلا بـ الويمبلي بنتيجة 2-1 سجلها مايكل اوين وواين روني..

#### 2010/2011
موسم تاريخي لـ مانشستر يونايتد، فـ هذا الموسم أصبح اليونايتد زعيماً على إنجلترا..
فـ لقد استطاع مانشستر يونايتد ان يحقق الدوري الإنجليزي للمره الـ 19 وبهذا يصبح أكثر فريق تحقيقاً لـ لقب الدوري.
وبهذا الموسم استطاع تشيشاريتو القادم الجديد لليونايتد ان يثبت نفسه في الفريق ويبهر عشاق اليونايتد بتسجيله لـ 20 هدف كان أكثرها أهداف حاسمه.
لكن مع هذا علينا ان نذكر ان هذا الموسم كان اسوأ موسم لليونايتد بـ اللعب خارج الأرض والسير وعد ان سوف يعالج هذه المشكلة للموسم القادم.
وفي بطولة دوري ابطال أوروبا استطاع مانشستر يونايتد ان يصل إلى النهائي لـ يقابل برشلونه لكنه خسر بنتيجة 3-1 وسجل لليونايتد واين روني.. كما أيضاً خسر اليونايتد بدور النصف النهائي من كأس إنجلترا من مان سيتي 1-0..
وبعد انتهاء هذا الموسم اعتزل ثلاثه اساطير: جاري نيفل وبول سكولز وفان دير سار.

## إنجازاته التدريبية
أبردين
- الدوري الإسكتلندي (3): 1979/1980 - 1983/1984 - 1984/1985
- ثاني الدوري (2): 1980/1981 - 1981/1982
- كأس إسكتلندا (4): 1981/1982 - 1982/1983 - 1983/1984 - 1985/1986
- كأس الدوري الإسكتلندي (1): 1985/1986
- كأس الكؤوس الأوروبية (1): 1982/1983
- كأس السوبر الأوروبي (1): 1983/1984

مانشستر يونايتد
- الدوري الإنجليزي الممتاز (13): 1992/1993 - 1993/1994 - 1995/1996 - 1996/1997 - 1998/1999 - 1999/2000 - 2000/2001 - 2002/2003 - 2006/2007/ 2007/2008 - 2008/2009 - 2010/2011 - 2012/2013
- كأس إنجلترا (5): 1989/1990 - 1993/1994 - 1995/1996 - 1998/1999 - 2003/2004
- كأس الرابطة الإنجليزية (4): 1991/1992 - 2005/2006 - 2008\2009 - 2009\2010
- الدرع الخيرية (9): 1993 - 1994 - 1996 - 1997 - 2003 - 2007 - 2008 - 2010 - 2011
- دوري أبطال أوروبا (2): 1998/1999 - 2007 / 2008
- كأس الكؤوس الأوروبية (1): 1990/1991
- كأس العالم للأندية (1): 2008
- كأس السوبر الأوروبي (1): 1991/1992
- كأس الإنتركونتيننتال (1): 1998/1999

## وصلات خارجية
- أليكس فيرغسون على موقع IMDb (الإنجليزية)
- أليكس فيرغسون على موقع الموسوعة البريطانية (الإنجليزية)
- أليكس فيرغسون على موقع ألو سيني (الفرنسية)
- أليكس فيرغسون على موقع إن إن دي بي (الإنجليزية)
- أليكس فيرغسون على موقع قاعدة بيانات الفيلم (الإنجليزية)
- أليكس فيرغسون على موقع قاعدة بيانات كرة القدم.إي يو (الإنجليزية)
- أليكس فيرغسون على موقع Soccerbase.com (مدرب) (الإنجليزية)